# Dernői Kocsis László
Dernői Kocsis László (Dernő, 1903. április 22. – Budapest, 1970. január 10.) magyar újságíró.

## Életpálya
Szülei: Kocsis József és Dobos Júlia. Gimnáziumi érettségi után német nyelvet tanult. 1926-tól a Pesti Napló író, újságíró munkatársa volt. Sokoldalú újságírói pályáján kezdetben sport- és irodalmi rovatot szerkesztett, majd áttért a politikai újságírásra. A II. világháborút megelőzően lett a Magyarország című napilap szerkesztője. 1946-52-ben a Kis Újság szerkesztője, egyben – 1949-ig - a Független Kisgazdapárt sajtófőnöke volt, és a párt mozi vállalatát is igazgatta. 1953-ban a Magyar Rádiónál működött, 1954-55-ben a Magyar Nemzet publicistájaként, 1955 56-ban a Termelőszövetkezet szerkesztőjeként dolgozott. 1957-60-ban a Jövendőnk című lap alapító főszerkesztője. 1960-tól 1967-ig, nyugdíjazásáig a Magyar Nemzet főmunkatársa volt.
Politikai tevékenységének egész életére szóló meghatározója lett, hogy 1930-ban gyulai Gaál Gaszton oldalán részese volt a Független Kisgazda Földmunkás és Polgári Párt megalakulásának. A Kisgazdapárt, illetve az e párthoz köthető vezető politikusok mögött álló „szürke eminenciásaként” (Charles Gáti) jegyezte fel a II. világháború előtti, alatti és utáni politikatörténet.    

## Magánélete
1930-ban házasságot kötött Klein Piroskával. Gyermekük, Tamás 1935-ben született.

## Művei
- Dervisgenerális (Pesti Napló 1926-27, sorozatregény)
- Az Est hármaskönyve (1927-39,  sorozat, társszerkesztő)
- Szendrey Júlia  ismeretlen naplója, levelei, halálos ágyán tett vallomása (1930)
- Illik tudni - sportlexikon (1935, 1937)
- A Kisgazdapárt története (1948)
- Bajcsy-Zsilinszky (1966)
- Politikusok és kalandorok (riportok, karcolatok, 1973)